# Wahl zur Verfassunggebenden Versammlung Tunesiens 2011
- CPR: 29
- FDTL: 20
- Aridha: 26
- PDP: 16
- PDM: 5
- Initiative: 5
- Afek: 4
- Nahda: 89
- Sonst.: 23

Die Wahl zur Verfassunggebenden Versammlung in Tunesien 2011 fand am 23. Oktober 2011 statt, um der neuen, demokratischen Herrschaft nach der Revolution in Tunesien 2010/2011 eine dauerhafte rechtliche Grundlage zu geben. Sie wurde vom tunesischen Übergangs-Staatspräsidenten Fouad Mebazaa in einer Fernsehansprache am 3. März 2011 für den 24. Juli angekündigt, am 8. Juni 2011 jedoch auf den 23. Oktober verschoben. Es handelte sich um die ersten freien Wahlen in der Geschichte des Landes.
Bei der Wahl wurden die Mitglieder der Abgeordnetenkammer für eine Legislaturperiode von einem Jahr gewählt. Aufgabe der Verfassunggebenden Versammlung war es, eine neue Verfassung auszuarbeiten und die nächste Präsidentschafts- und Parlamentswahl zu organisieren. Außerdem hatte sie die Macht, entweder eine neue Regierung zu ernennen oder die Amtszeit der gegenwärtigen Regierung bis zu allgemeinen Wahlen zu verlängern. 217 Sitze wurden durch die Wahl bestimmt, 89 davon gewann die islamistische Ennahda.

## Hintergrund
Die Verfassunggebende Versammlung war nötig geworden, weil die bisherige Verfassung auf die Regierungspartei Konstitutionelle Demokratische Sammlung (RCD) zugeschnitten war und jede ernsthafte Opposition benachteiligte. Deshalb war sie nicht für eine Mehrparteien-Demokratie geeignet, wie sie nach der Revolution in Tunesien 2010/2011 angestrebt wurde, um sich von der Autokratie des geflohenen Präsidenten Ben Ali zu lösen. Die bisherige Verfassung sah zudem für den Fall, dass das Präsidentenamt nicht besetzt ist, Neuwahlen innerhalb von 60 Tagen vor. Damit wäre nach der Flucht Ben Alis am 14. Januar 2011 eine Präsidentschaftswahl bis Mitte April 2011 notwendig gewesen; eine Frist, die die Organisation demokratischer Wahlen kaum zugelassen hätte.

## Wahlsystem
Die Wahl wurde nach dem am 10. Mai 2011 verabschiedeten Dekret des Präsidenten Nr. 35 abgehalten. Gewählt wurde nach dem Verhältniswahlrecht. Eine Sperrklausel gab es nicht. Alle Wahllisten mussten geschlechterparitätisch besetzt sein.

## Wahlbezirke, Kandidaten, Parteien
Neben den 27 Wahlbezirken im Inland wurden auch sechs im Ausland eingerichtet: in Marseille und Paris, in Italien, Deutschland, Kanada und Abu Dhabi. Insgesamt gab es 1600 verschiedene Kandidatenlisten (Stand Mitte September 2011). Gut die Hälfte (845) wurden von Parteien aufgestellt, 678 von Unabhängigen und 77 von Parteienbündnissen.
Umfragen favorisierten die Partei Ennahda von Raschid al-Ghannuschi, die tunesische Variante der islamisch ausgerichteten Nahda-Bewegung. Ghannuschi war im Januar 2011 nach mehr als 20 Jahren aus seinem Exil in London zurückgekehrt und hatte seine Partei wieder offiziell anerkennen lassen. Ebenfalls wurde der säkularen Progressiven Demokratischen Partei (PDP) von Ahmed Najib Chebbi und Maya Jribi sowie dem sozialdemokratischen Ettakatol (FDTL) von Mustafa Ben Jaafar gute Chancen eingeräumt.

### Spitzenkandidaten

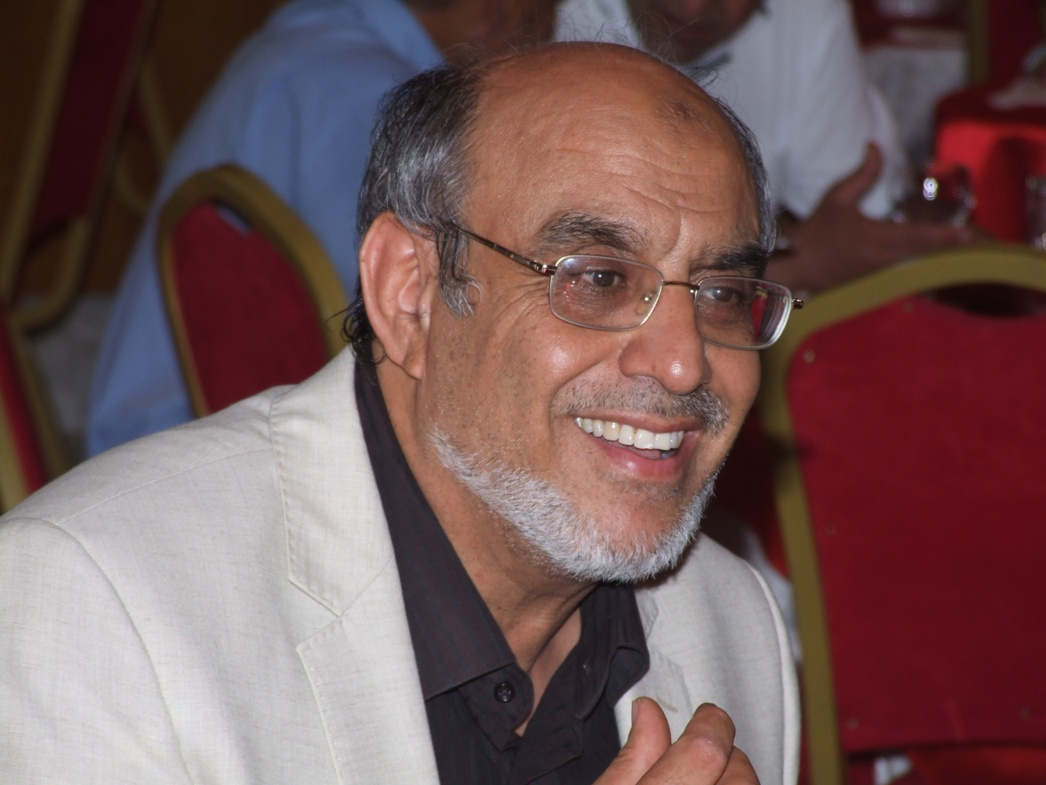
Hamadi Jabali Ennahda
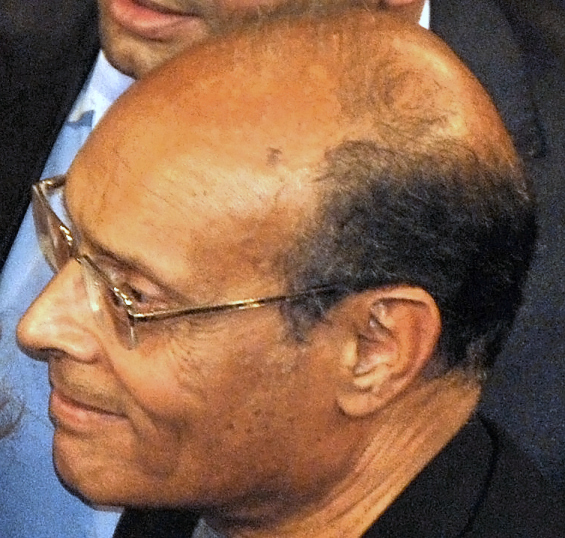
Moncef Marzouki CPR
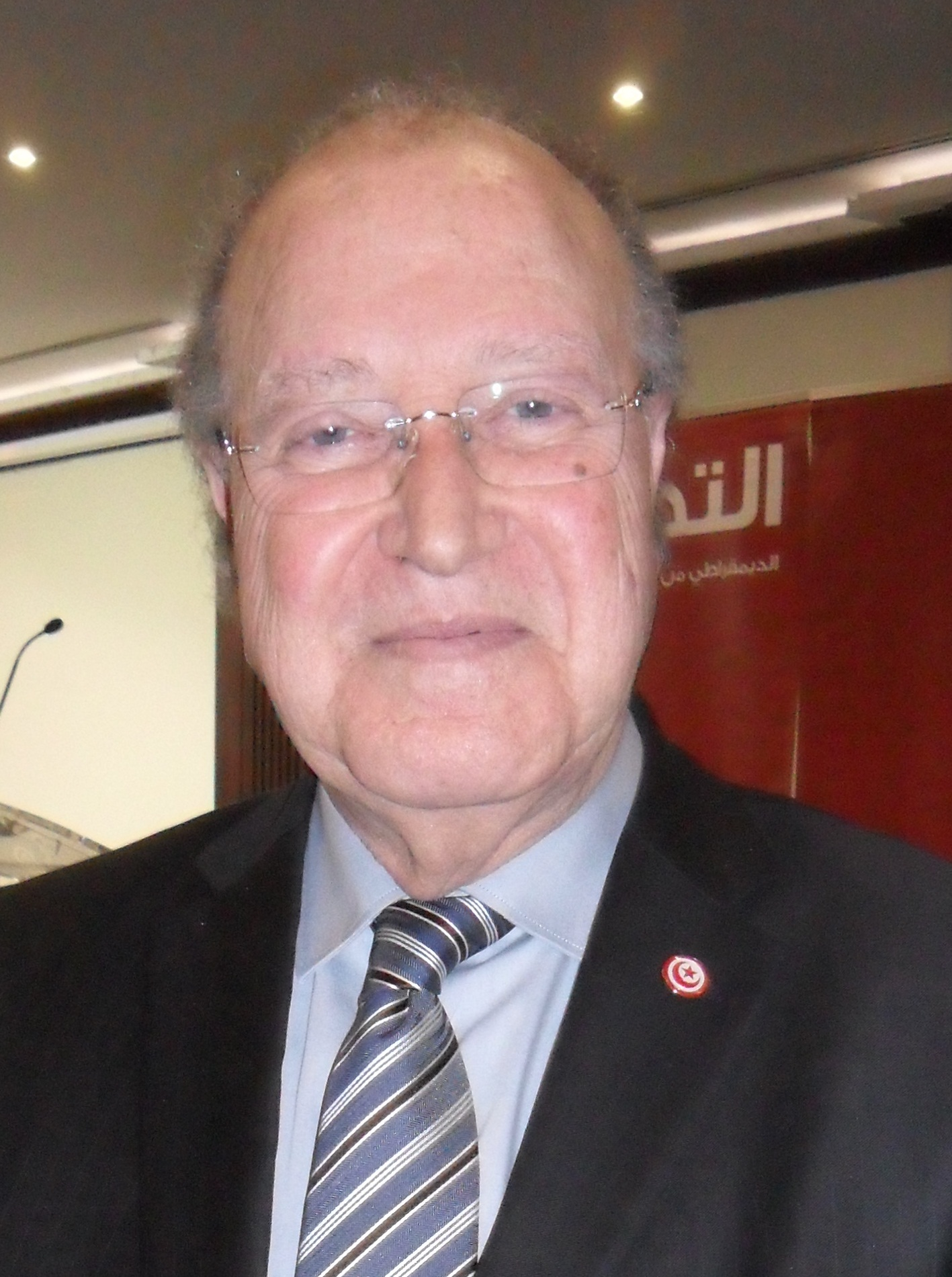
Mustafa Ben Jaafar Ettakatol
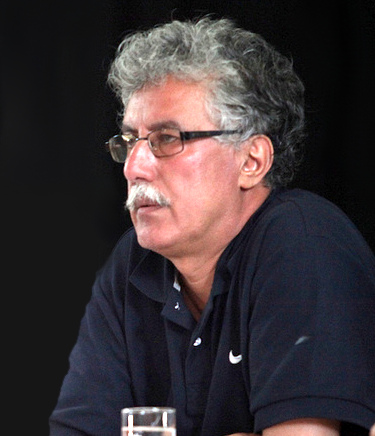
Hamma Hammami PCOT
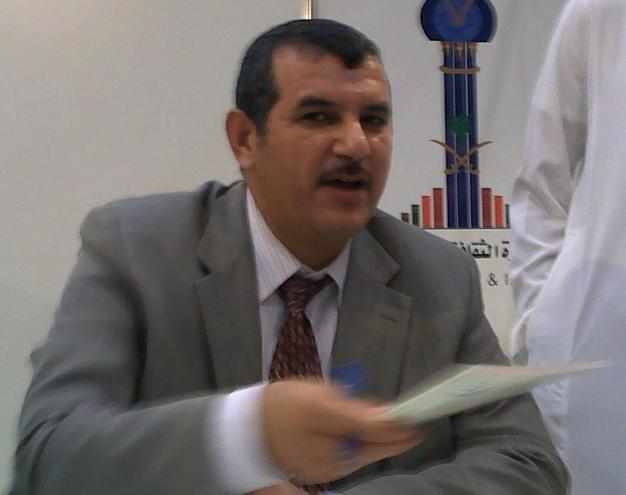
Mohamed Hashim Hamdi Volkspetition
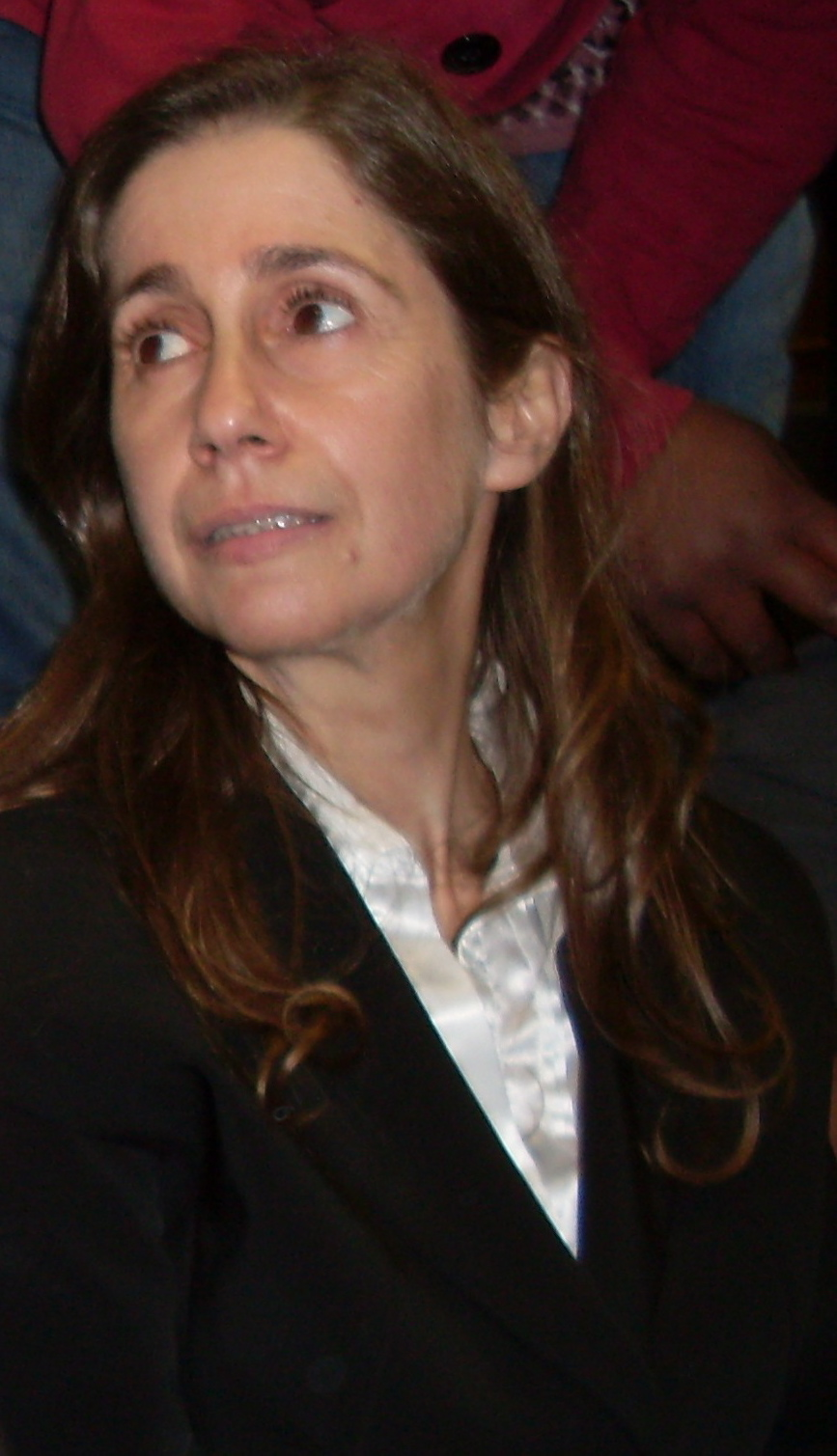
Maya Jribi PDP
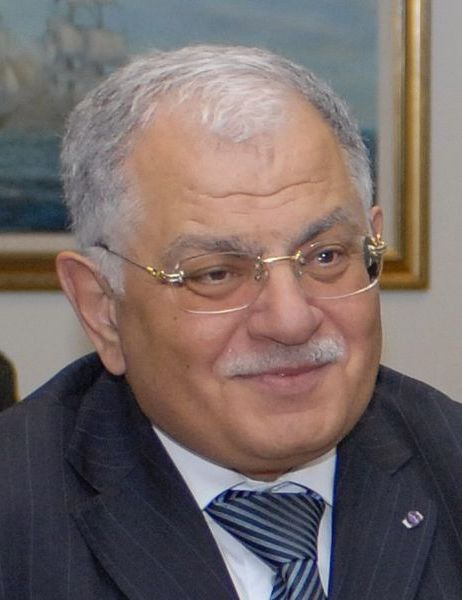
Kamel Morjane Initiative

## Wahl
Insgesamt waren rund 8,3 Millionen Tunesier (Registrierte und Nichtregistrierte) im In- und Ausland wahlberechtigt. Die Wahlbeteiligung lag bei etwa 70 Prozent aller wahlberechtigten tunesischen Staatsbürger oder etwa 4,3 Millionen. Da die Wahlbeteiligung alle Erwartungen übertraf, kam es bereits am frühen Morgen zu Warteschlangen. Teilweise mussten die Wahlwilligen stundenlang anstehen. Die Wahllokale waren von 7 bis 19 Uhr geöffnet.
Auf den regionalen Wahllisten der Parteien mussten sich Frauen und Männer abwechseln, wobei bei 93 Prozent aller Listen ein Mann an erster Stelle stand. Da auf viele Wahllisten nur ein Sitz entfiel, ergab sich unter den gewählten Abgeordneten ein Frauenanteil von 26 Prozent.

### Nationales Ergebnis
| Partei / Bündnis / Liste    | Partei / Bündnis / Liste                                  | Stimmen   | Stimmen | Stimmen | Sitze  | Sitze |
| Partei / Bündnis / Liste    | Partei / Bündnis / Liste                                  | Anzahl    | %       | +/−     | Anzahl | +/−   |
| --------------------------- | --------------------------------------------------------- | --------- | ------- | ------- | ------ | ----- |
|                             | Ennahda                                                   | 1.501.320 | 37,04   | Neu     | 89     | Neu   |
|                             | Kongress für die Republik (CPR)                           | 353.041   | 8,71    | Neu     | 29     | Neu   |
|                             | Ettakatol (FDTL)                                          | 284.989   | 7,03    | +6,91   | 20     | +20   |
|                             | Volkspetition für Freiheit, Gerechtigkeit und Entwicklung | 273.362   | 6,74    | Neu     | 26     | Neu   |
|                             | Progressive Demokratische Partei (PDP)                    | 159.826   | 3,94    | +3,91   | 16     | +16   |
|                             | Die Initiative                                            | 129.120   | 3,19    | Neu     | 5      | Neu   |
|                             | Demokratisch-Modernistischer Pol (PDM)                    | 113.005   | 2,79    | +1,20   | 5      | +3    |
|                             | Afek Tounes                                               | 76.488    | 1,89    | Neu     | 4      | Neu   |
|                             | Kommunistische Arbeiterpartei Tunesiens (PCOT)            | 63.652    | 1,57    | Neu     | 3      | Neu   |
|                             | Volksbewegung                                             | 30.500    | 0,75    | Neu     | 2      | Neu   |
|                             | Bewegung Sozialistischer Demokraten (MDS)                 | 22.830    | 0,56    | −4,07   | 2      | −14   |
|                             | Freie Patriotische Union (UPL)                            | 51.665    | 1,26    | Neu     | 1      | Neu   |
|                             | Bewegung Demokratischer Patrioten (MOUPAD)                | 33.419    | 0,83    | Neu     | 1      | Neu   |
|                             | Maghrebinische Liberale Partei (PLM)                      | 19.201    | 0,47    | Neu     | 1      | Neu   |
|                             | Sozialdemokratische Partei der Nation                     | 15.534    | 0,38    | Neu     | 1      | Neu   |
|                             | Neo-Destur                                                | 15.448    | 0,38    | Neu     | 1      | Neu   |
|                             | Partei des Fortschrittlichen Kampfes                      | 9.978     | 0,25    | Neu     | 1      | Neu   |
|                             | Justice et Equite (unabhängig)                            | 7.621     | 0,19    | Neu     | 1      | Neu   |
|                             | Parti de la nation culturel et unioniste                  | 5.581     | 0,14    | Neu     | 1      | Neu   |
|                             | Unabhängige Listen                                        | 62.293    | 1,54    | +1,28   | 8      | +8    |
|                             | Listen ohne Sitz                                          | 1.290.293 | 31,83   | —       | —      | —     |
| Gesamt                      | Gesamt                                                    | 4.053.148 | 100,00  |         | 217    |       |
| Gültige Stimmen             | Gültige Stimmen                                           | 4.053.148 | 94,06   |         |        |       |
| Ungültige Stimmen           | Ungültige Stimmen                                         | 255.740   | 5,94    |         |        |       |
| Wahlbeteiligung             | Wahlbeteiligung                                           | 4.308.888 | 51,97   |         |        |       |
| Wahlberechtigte             | Wahlberechtigte                                           | 8.289.900 | 100,00  |         |        |       |
| Quelle: Wahlkommission ISIE |                                                           |           |         |         |        |       |

### Wahlkreisergebnis
| Parteien                        | Parteien                                 | Ar | Bé | BA | Bi | Gb | Gf | Je | Ka | Ks | Kb | Kf | Mh | Mn | Md | Mo | N1 | N2 | S1 | S2 | SB | Si | So | Ta | To | T1 | T2 | Za | F1 | F2 | De | It | E-A | A-W | Gesamt |
| ------------------------------- | ---------------------------------------- | -- | -- | -- | -- | -- | -- | -- | -- | -- | -- | -- | -- | -- | -- | -- | -- | -- | -- | -- | -- | -- | -- | -- | -- | -- | -- | -- | -- | -- | -- | -- | --- | --- | ------ |
|                                 | Ennahda                                  | 3  | 2  | 4  | 4  | 4  | 3  | 2  | 4  | 3  | 2  | 2  | 3  | 3  | 4  | 3  | 2  | 2  | 3  | 4  | 2  | 2  | 4  | 3  | 2  | 4  | 3  | 2  | 2  | 2  | 1  | 2  | 1   | 1   | 89     |
|                                 | Kongress für die Republik                | 1  | 1  | 1  | 1  | 1  | 1  | 1  | 1  | 1  | 2  | 1  | 1  | 1  | 1  | 1  | 1  | 1  | 1  | 1  | –  | –  | 1  | –  | 1  | 1  | 1  | 1  | 1  | 1  | –  | –  | 1   | 1   | 29     |
|                                 | Volkspetition                            | –  | 1  | –  | 1  | 1  | 1  | 1  | 2  | 1  | 1  | 1  | 1  | 1  | 1  | 1  | 1  | 1  | 1  | 1  | 3  | 1  | 1  | 1  | –  | –  | –  | 1  | –  | dq | –  | 1  | –   | –   | 26     |
|                                 | Ettakatol                                | 1  | 1  | 2  | 1  | –  | –  | 1  | 1  | –  | –  | 1  | –  | 1  | –  | 1  | 1  | 1  | 1  | 1  | –  | –  | 1  | –  | –  | 1  | 2  | -  | 1  | 1  | –  | –  | –   | –   | 20     |
|                                 | Progressive Demokratische Partei         | 1  | 1  | 1  | 1  | –  | 1  | 1  | –  | 1  | –  | –  | –  | –  | 1  | –  | 1  | 1  | –  | –  | –  | 1  | 1  | –  | –  | 1  | 1  | 1  | –  | 1  | –  | –  | –   | –   | 16     |
|                                 | Demokratisch-Modernistischer Pol         | 1  | –  | 1  | –  | –  | –  | –  | –  | –  | –  | –  | –  | –  | –  | –  | –  | –  | –  | –  | –  | –  | –  | –  | –  | 1  | 1  | -  | 1  | –  | –  | –  | –   | –   | 5      |
|                                 | Die Initiative                           | –  | –  | –  | –  | –  | –  | –  | –  | –  | –  | –  | 1  | –  | –  | 2  | –  | –  | –  | –  | –  | –  | 2  | –  | –  | –  | –  | -  | –  | –  | –  | –  | –   | –   | 5      |
|                                 | Afek Tounes                              | –  | –  | –  | –  | –  | –  | –  | –  | –  | –  | –  | 1  | –  | 1  | –  | 1  | –  | –  | 1  | –  | –  | –  | –  | –  | –  | –  | -  | –  | –  | –  | –  | –   | –   | 4      |
|                                 | Kommunistische Arbeiterpartei Tunesiens  | –  | –  | –  | –  | –  | –  | –  | 1  | –  | –  | –  | –  | –  | –  | –  | –  | –  | 1  | –  | –  | 1  | –  | –  | –  | –  | –  | -  | –  | –  | –  | –  | –   | –   | 3      |
|                                 | Bewegung Sozialistischer Demokraten      | –  | –  | –  | –  | –  | –  | –  | –  | 1  | –  | –  | –  | –  | –  | –  | –  | –  | –  | –  | 1  | –  | –  | –  | –  | –  | –  | -  | –  | –  | –  | –  | –   | –   | 2      |
|                                 | Volksbewegung                            | –  | –  | –  | 1  | –  | –  | –  | –  | –  | –  | –  | –  | –  | –  | –  | –  | –  | –  | –  | 1  | –  | –  | –  | –  | –  | –  | -  | –  | –  | –  | –  | –   | –   | 2      |
|                                 | Neo-Destur                               | –  | –  | –  | –  | –  | –  | –  | –  | –  | –  | –  | –  | 1  | –  | –  | –  | –  | –  | –  | –  | –  | –  | –  | –  | –  | –  | -  | –  | –  | –  | –  | –   | –   | 1      |
|                                 | Freie Patriotische Union                 | –  | –  | –  | –  | –  | –  | –  | –  | –  | –  | –  | –  | –  | –  | –  | –  | –  | –  | –  | –  | 1  | –  | –  | –  | –  | –  | -  | –  | –  | –  | –  | –   | –   | 1      |
|                                 | Liberale Maghrebinische Partei           | 1  | –  | –  | –  | –  | –  | –  | –  | –  | –  | –  | –  | –  | –  | –  | –  | –  | –  | –  | –  | –  | –  | –  | –  | –  | –  | -  | –  | –  | –  | –  | –   | –   | 1      |
|                                 | MOUPAD                                   | –  | –  | –  | –  | –  | –  | 1  | –  | –  | –  | –  | –  | –  | –  | –  | –  | –  | –  | –  | –  | –  | –  | –  | –  | –  | –  | -  | –  | –  | –  | –  | –   | –   | 1      |
|                                 | Fortschrittliche Unionsbewegung          | –  | –  | –  | –  | –  | –  | –  | –  | –  | –  | –  | –  | –  | 1  | –  | –  | –  | –  | –  | –  | –  | –  | –  | –  | –  | –  | -  | –  | –  | –  | –  | –   | –   | 1      |
|                                 | Für eine Nationale Tunesische Front      | –  | –  | –  | –  | 1  | –  | –  | –  | –  | –  | –  | –  | –  | –  | –  | –  | –  | –  | –  | –  | –  | –  | –  | –  | –  | –  | -  | –  | –  | –  | –  | –   | –   | 1      |
|                                 | Loyalität den Märtyrern                  | –  | –  | –  | –  | –  | –  | –  | –  | –  | –  | –  | –  | –  | –  | –  | –  | –  | –  | –  | –  | –  | –  | –  | 1  | –  | –  | -  | –  | –  | –  | –  | –   | –   | 1      |
|                                 | Al Adala                                 | –  | –  | –  | –  | –  | 1  | –  | –  | –  | –  | –  | –  | –  | –  | –  | –  | –  | –  | –  | –  | –  | –  | –  | –  | –  | –  | -  | –  | –  | –  | –  | –   | –   | 1      |
|                                 | Parti de la nation culturel et unioniste | –  | –  | –  | –  | –  | –  | –  | –  | –  | –  | –  | –  | –  | –  | 1  | –  | –  | –  | –  | –  | –  | –  | –  | –  | –  | –  | -  | –  | –  | –  | –  | –   | –   | 1      |
|                                 | Nationale Soziale Partei                 | –  | –  | 1  | –  | –  | –  | –  | –  | –  | –  | –  | –  | –  | –  | –  | –  | –  | –  | –  | –  | –  | –  | –  | –  | –  | –  | -  | –  | –  | –  | –  | –   | –   | 1      |
|                                 | Partei der Sozialdemokratischen Nation   | –  | –  | –  | –  | –  | –  | –  | –  | –  | –  | –  | –  | –  | –  | –  | –  | –  | –  | –  | 1  | –  | –  | –  | –  | –  | –  | -  | –  | –  | –  | –  | –   | –   | 1      |
|                                 | Fortschrittlicher Kampf                  | –  | –  | –  | –  | –  | –  | –  | –  | –  | –  | –  | –  | –  | –  | –  | –  | –  | –  | –  | –  | –  | –  | –  | –  | 1  | –  | -  | –  | –  | –  | –  | –   | –   | 1      |
|                                 | Wafa (Loyalität)                         | –  | –  | –  | –  | –  | –  | –  | –  | 1  | –  | –  | –  | –  | –  | –  | –  | –  | –  | –  | –  | –  | –  | –  | –  | –  | –  | -  | –  | –  | –  | –  | –   | –   | 1      |
|                                 | Sawt Al Mostakol – Unabhängige Stimme    | –  | –  | –  | –  | –  | –  | –  | –  | –  | –  | –  | –  | –  | –  | –  | –  | –  | –  | 1  | –  | –  | –  | –  | –  | –  | –  | -  | –  | –  | –  | –  | –   | –   | 1      |
|                                 | Sozialer Aktivismus (unabhängig)         | –  | –  | –  | –  | –  | –  | 1  | –  | –  | –  | –  | –  | –  | –  | –  | –  | –  | –  | –  | –  | –  | –  | –  | –  | –  | –  | -  | –  | –  | –  | –  | –   | –   | 1      |
|                                 | Justice et Equite (unabhängig)           | –  | –  | –  | –  | –  | –  | –  | –  | –  | –  | –  | 1  | –  | –  | –  | –  | –  | –  | –  | –  | –  | -  | –  | –  | –  | –  | -  | –  | –  | –  | –  | –   | –   | 1      |
|                                 | Hoffnung (unabhängig)                    | –  | –  | –  | –  | –  | –  | –  | –  | –  | –  | 1  | –  | –  | –  | –  | –  | –  | –  | –  | 1  | –  | –  | –  | –  | –  | –  | -  | –  | –  | –  | –  | –   | –   | 1      |
|                                 | Unabhängige Liste                        | –  | –  | –  | –  | –  | –  | –  | –  | –  | –  | –  | –  | –  | –  | –  | –  | –  | –  | –  | 1  | –  | –  | –  | –  | –  | –  | -  | –  | –  | –  | –  | –   | –   | 1      |
| Gesamtsitze für die Gouvenorate | Gesamtsitze für die Gouvenorate          | 8  | 6  | 10 | 9  | 7  | 7  | 8  | 9  | 8  | 5  | 6  | 8  | 7  | 9  | 9  | 7  | 6  | 7  | 9  | 8  | 6  | 10 | 4  | 4  | 9  | 8  | 5  | 5  | 5  | 1  | 3  | 2   | 2   | 217    |
| Quelle: Wahlkommission ISIE     |                                          |    |    |    |    |    |    |    |    |    |    |    |    |    |    |    |    |    |    |    |    |    |    |    |    |    |    |    |    |    |    |    |     |     |        |

### Unruhen
Am 27. Oktober, kurz nach Bekanntgabe der vorläufigen Ergebnisse, protestierten hunderte Anhänger der Volkspetition in Sidi Bouzid gegen die Aberkennung von acht ihrer ursprünglich 27 Sitze. Das tunesische Militär trieb die Menge mit Warnschüssen und Tränengas auseinander, nachdem sie den Gouverneurssitz angegriffen haben sollen. Der Vorsitzende der Volkspedition, Hachemi Hamdi, gab bekannt, dass seine Partei aus Protest alle Mandate zurückgeben wolle. Bei den Protesten kam es zu Straßenschlachten mit der Polizei; in dem örtlichen Büro der Ennahda und dem Gebäude der Regionalverwaltung sollen Brände gelegt worden sein.

## Konstituierung
Am 15. November einigten sich Ennahda und die Kongresspartei auf Moncef Marzouki als Übergangspräsident. Zuvor hatten sich die drei Koalitionsparteien Ennahda, CPR und Ettakatol darauf geeinigt, Hamadi Jebali von der Ennahda zum Ministerpräsidenten und Moustapha Ben Jaafar von der Ettakatol zum Präsidenten der Verfassunggebenden Versammlung zu wählen.
Am 22. November trat die Verfassunggebende Versammlung erstmals zusammen. Die erste Sitzung begann mit dem Singen der Nationalhymne und dem Rezitieren der Fātiha, der ersten Sure des Koran, um der Opfer der Herrschaft Ben Alis zu gedenken.
Am 11. Dezember 2011 verabschiedete sie eine Übergangsverfassung, die den Wahlprozess für die Übergangsregierung und die Regeln für Exekutive, Legislative und Judikative festlegte und so lange gelten sollte, bis eine endgültige Verfassung ausgearbeitet und ein neues Parlament gewählt war. Am Tag darauf wählte sie Moncef Marzouki zum neuen Übergangspräsidenten.

## Politische Arbeit
Die Versammlung konnte ihren ursprünglichen Plan, innerhalb eines Jahres den Übergang in eine neue Ordnung zu schaffen, nicht einhalten. Die Ausarbeitung der Verfassung erwies sich als schwierig und wurde immer wieder von Streitigkeiten unterbrochen. Erst Anfang 2014 einigte sich die bisherige „Troika“-Koalition unter Führung der Ennahda auf einen Verfassungsentwurf. Dabei war Einfluss von außerhalb des Parlaments, insbesondere vom Gewerkschaftsverband UGTT, notwendig. Am 26. Januar 2014 verabschiedete die Versammlung die neue Verfassung mit der notwendigen Zweidrittelmehrheit.
Als Termin für die Wahl eines neuen Parlaments wurde im Juni 2014 unter der technokratischen Übergangsregierung Mehdi Jomaâs der 26. Oktober festgelegt, die Präsidentschaftswahl fand am 23. November und im zweiten Wahlgang am 21. Dezember 2014 statt. Mit dem Zusammentritt des neuen Parlaments am 2. Dezember 2014 endete die Verfassunggebende Versammlung.